# Boskamp (Olst-Wijhe)
Boskamp is een kerkdorp in de gemeente Olst-Wijhe, in de Nederlandse provincie Overijssel. Boskamp telde in 2009 1.096 inwoners. Het dorp ligt juist ten oosten van Olst.

## Geschiedenis
Boskamp is ontstaan als ontginningsgrond van een stuk bos, ook wel een afgepaald bosland genoemd. De eerste vermelding dateert van 1382. Het belang van Boskamp nam toe nadat omstreeks 1500 de havezate Boskamp er werd gevestigd. Bij de Reformatie bleven de adellijke bewoners katholiek en maakte men in het huis plaats voor een schuilkerk. Rooms-katholieke gelovigen uit Olst en de omliggende marken Eikelhof, Middel, Hengforden en Overwetering konden hier ter kerke gaan. De havezate werd tot 1859 als zodanig gebruikt, toen werd ze gesloopt om plaats te maken voor het huidige Sint-Willibrordkerk.
Het kerkdorp telt twee scholen, twee cafés en een winkel met producten van verstandelijk gehandicapten uit het nabijgelegen Overkempe.

## Geboren in Boskamp
- Fabienne Logtenberg (1991), handbalster